# George L. Shoup
George Laird Shoup (1836–1904) est le premier gouverneur de l'Idaho en 1890, avant de devenir l'un des premiers sénateurs de l'État de 1890 à 1901. Avant cela, il est impliqué dans la guerre du Colorado en tant que colonel des milices de volontaires, et dans le massacre de Sand Creek.